# Jacques Besson
Pour les articles homonymes, voir Besson.
Jacques Besson (né vers 1530 à Colombières et mort en 1572 à Paris) est un mathématicien, ingénieur et écrivain technique français. Ce calviniste dauphinois qui enseignait les mathématiques, appliquait son savoir géométrique pour trouver des solutions efficaces à la conception et à l'amélioration de machines diverses, comme des appareils à distiller, tours, machines à élever l'eau, moulins, grues et treuils. Il publia le premier « théâtre de machines », livre imprimé, illustré de nombreuses figures de machines.

## Biographie
- Naissance dans le Dauphiné

La vie de Jacques Besson, assez mouvementée, est assez mal connue. Il se dit lui-même, dans son premier écrit, Dauphinois français. Il serait né à Colombières, vallée d'Oulx, aujourd'hui en Italie, un peu à l'est de Briançon dans les années 1530. À l'époque le Dauphiné de Viennois était un État féodal du Saint-Empire romain germanique, qui fut rattaché à la France en 1349. Il était de religion protestante dans une période de virulents conflits religieux.
- En Suisse

La première mention historique de sa personne date de 1557 et fait référence à l’installation de pompes pour les fontaines publiques de la ville de Lausanne.  Comme Galilée, il aurait été fontainier.
Après Lausanne, il paraît séjourner à Zurich en 1559. Il est possible qu'il soit allé en Suisse pour fuir la politique sévère à l'égard de la réforme protestante menée par le roi de France, Henri II.
Il connait le polygraphe Conrad Gesner et ses travaux majeurs sur la distillation. Il publie d'ailleurs dans un volume commun avec Gesner, De absoluta ratione extrahendi olea, e aquas e medicamentis simplicibus à Zurich, ouvrage dans lesquels il décrit la façon de construire des fourneaux et des alambics pour distiller des « eaux » et « huiles » médicinales et des gommes.
La même année, il déménage à Genève, y est marié par Jean Calvin et demande à y résider, exerçant alors comme professeur de mathématique. Aussitôt reçu bourgeois de Genève en 1561, il obtient son congé du Conseil « pour se pouvoir retirer en France où il est appelé pour servir au ministère de la Parole de Dieu ».
- En France

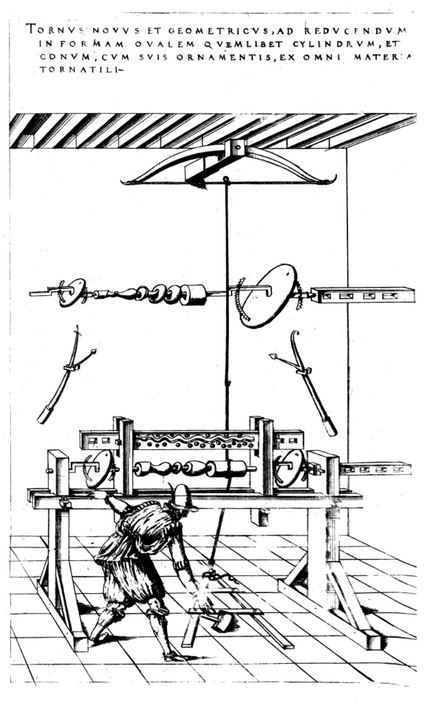
Tour pour réduire un cylindre en un ellipsoïde
Theatrum instrumentorum

En 1562 il devint pasteur de l’Église protestante réformée en France à Villeneuve-de-Berg (en Ardèche), communauté à laquelle appartenait Olivier de Serres qui avait été chargé de se rendre à Genève pour chercher un « fidelle ministre pour les enseigner en la parolle de Dieu ».
Il est logé et nourri par Olivier de Serres, jusqu'en 1564, période qui correspond à la mise en valeur du domaine de ce dernier, auteur d'un Théâtre d'Agriculture au début du XVIIe siècle. Mais deux ans plus tard, la rupture est consommée avec l'agronome protestant: « Ils se sont fâchés de mon incapacité, et mêmement de ce que je tenais un peu la bride trop courte à leur chair », écrit Besson.
En 1564-1565, alors qu'Olivier de Serres lui retire son soutien il quitte la ville, affamé pour venir à Lyon, où il utilise vraisemblablement ses talents de distillateur en pharmacopée. Après six mois, il part pour Orléans, ville où le parrain de sa fille François Beraud est professeur de grec. Il enseigne alors les mathématiques sur la place publique. Il écrit son second livre, Le Cosmolabe, édité à Paris en 1567. Dédié à la reine, ce livre est une réponse à un plagiat, un de ses élèves ayant publié un an plus tôt son propre Cosmolabe. Cet ouvrage, qui présente la description d’un instrument destiné à la navigation, la cartographie et l’astronomie,  contient une liste d’inventions qu’il souhaite pouvoir décrire dans un prochain ouvrage.
À partir de 1569, il est installé à Montargis, où il reçoit la protection de Renée de France, duchesse de Ferrare et protestante. Il fait aussi de fréquents séjours à Paris, où il loge chez l'apothicaire Lo. C'est l'époque de la troisième guerre entre catholiques et protestants de 1568 à 1570, qui voit la défaite des protestants à Jarnac et l'assassinat de leur chef, le prince de Condé en 1569.
À Montargis, il entre en contact avec le célèbre graveur et architecte Jacques Androuet du Cerceau. Il fait sans doute plusieurs allers-retours entre Paris et Montargis.
Il donne les premières descriptions des tours irréguliers (avec les premières représentations d’engrenages irréguliers), après les dessins probablement sans suite de Léonard de Vinci. L’occasion lui fut donnée de présenter son travail à Charles IX lorsque celui-ci vint à Orléans en 1569, ce qui lui permit de l’accompagner à Paris avec le titre de Maître des machines du roi.
Besson obtient le soutien financier du roi pour mener à bien le projet qu'il avait de décrire plusieurs machines de son invention. Son objectif est d'obtenir des commandes royales et de se placer sous la protection du souverain.
Une première version manuscrite de son travail, peut-être de 1569 est connue, mais c'est vraisemblablement un exemplaire d'une version imprimée, parue peu après sous le titre de Livre premier des instruments mathématiques et mechaniques que Besson donne au roi le 12 mai 1572 en échange 560 livres tournois, une somme importante. Le manuscrit intitulé Livre de la plupart des Instrumens et machines / Inventées par Jaques Besson Dauphinois;... est conçue comme une œuvre unique qui n'appelle pas de suite alors que le livre imprimé, intitulé Livre premier..., appelle manifestement d'autres tomes. Enfin le manuscrit n'est qu'en français quand l'imprimé est bilingue.
Il semble que cet ouvrage ait été publié dans l’urgence, sans doute du fait des troubles liés aux guerres de Religion.
Œuvre de sa vie, il ne profitera sans doute pas beaucoup de l'avantage que lui apporte la publication, puisqu'il meurt entre 1572 et 1573, peut-être lors du massacre de la Saint-Barthélemy en août 1572. Sa femme  rentre à Lausanne, puis de là gagne Genève où elle fait réimprimer l'ouvrage de son mari par Jean de Laon, avec le soutien financier de Claude Juge et l'appui financier de François Beroad en 1578. De nombreuses autres éditions et traductions paraitront jusqu'en 1602, chez divers libraires genevois.

## Œuvres
- De absoluta ratione extrahendi olea, e aquas e medicamentis simplicibus, Zurich, 1554, 1559, édition bilingue latin et français[6], Paris 1569. La première publication[7] à Zurich est incluse dans le volume publié par Conrad Gesner, le célèbre traté de distillation, De secretis remediis liber aut potius thesaurus, Evonymo Gesnero Philiatro authore... accedit iam recens Jacobi Bessoni galli, De absoluta ratione olea et aquas e medicamentis simplicibus extrahendi Liber doctissimus, nunquam ante hac inlucem aeditus.

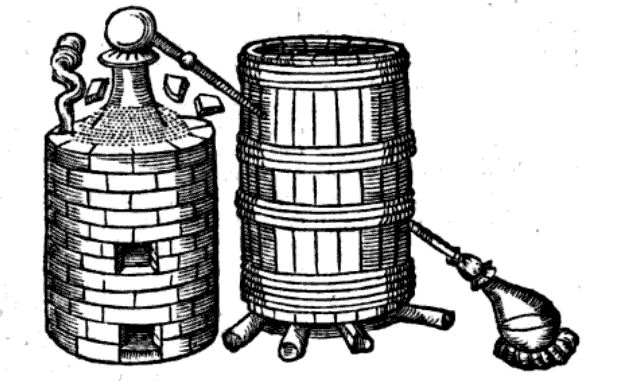
Fourneau, cucurbite, chapiteau et tuyau de décharge passant dans un grand tonneau d'eau froide. Utilisé pour la distillation des « eaux » et des « huiles »

C'est un ouvrage portant dans une première partie, sur les techniques de distillation des  « eaux » (distillats médicinaux) et des « huiles » (huiles essentielles) à partir de matière médicale. Il a été reconnu par la postérité comme un des premiers exemples de mise en œuvre de la iatrochimie en France. La distillation des plantes médicinales a pour but de produire des distillats médicinaux (comme l'huile de romarin, de serpolet, de rue etc.), médicalement efficaces et d'odeur agréable.  Besson reconnait avoir reçu sa technique « d'un certain Empirique qu'on estimois Alleman & depuis confirmé par Raisons et Expériences». Ce petit ouvrage se distingue de celui de Gesner par son souci d'argumenter chacun de ses choix techniques. L'« ingénieux ingénieur » est capable d'expliquer la raison du choix de tel type de matériau (cuivre ou verre), de la taille et de la forme de tel vase, etc. Ainsi, n’utilise-t-il pas la distillation per descensum car il n’y a pas de possibilité de refroidir les vapeurs. Contrairement à un distillateur célèbre Hieronymus Brunschwig du début du siècle, Jacques Besson est conscient du rôle essentiel que joue le système de refroidissement des vapeurs pour condenser efficacement les vapeurs.
Dans la deuxième partie, il présente les techniques de distillation des bois et gommes, dans un appareil spécialement conçu à cet effet. Avant distillation les bois sont broyés et mis à macérer dans de l'eau de vie.

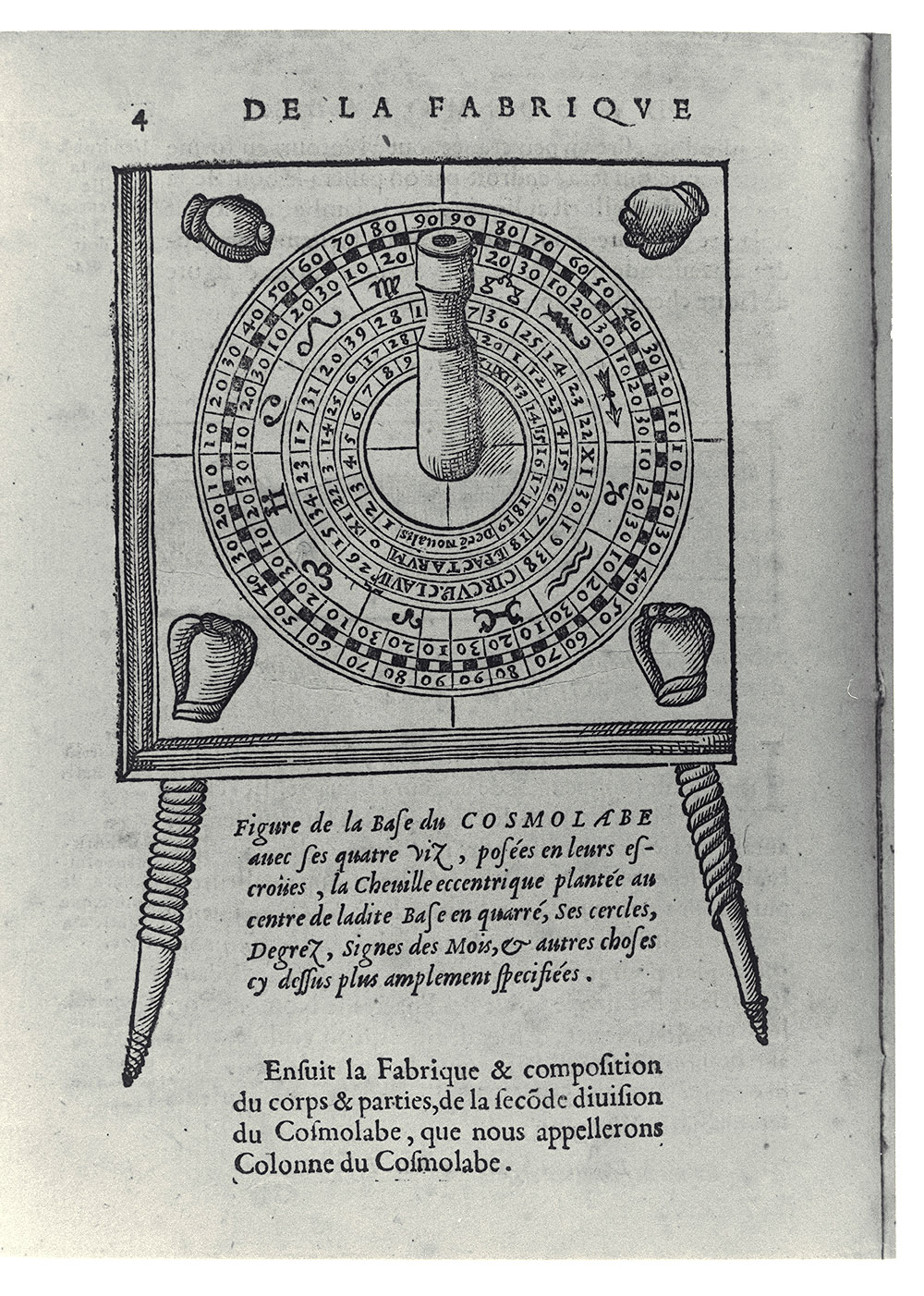
Cosmolabe de Jacques Besson (1567)

- Le Cosmolabe ou instrument universel, chez Philippe de Roville, Paris, 1567

Il présente dans ce texte un instrument qu'il dit avoir découvert.
- L’Art et science de trouver les eaux et fontaines cachées soubs terre autrement que par les moyens vulgaires des Agriculteurs & Architectes, par Jaques Besson Dauphinois, Mathematicien[8], Orléans, 1569.

C'est un livre théorique qui cherche à comprendre l'origine des sources et des fleuves et donne pour la première fois la version correcte du cycle hydrologique (Hélène Vérin, Cnrs, 2008). Il rejette donc la thèse qui a prévalu depuis l'Antiquité selon laquelle les eaux qui sortent de sous terre proviennent de la mer. La méthode qu'il utilise pour justifier son modèle est dit-il, une méthode de mathématicien. Il s’appuie sur les données de la mécanique pour en quelque sorte produire un modèle dont la validité tient tout à la fois, au fait qu’il est le seul à rendre raison du cycle de l’eau et à rendre compte des lieux où on trouve des eaux et fontaines. Son modèle ne prétend pas à la vérité mais « à sauver les apparences ». Une hypothèse même fausse si elle permet de construire un modèle du phénomène calculable permet  de conduire à la maitrise des effets.
- Livre premier des instruments mathematiques et mechaniques. (v. 1571)

Ce livre est exceptionnel pour deux raisons : la première est qu'il possède un privilège du Roy qui protège Besson du plagiat "tant en la peinture qu'en la fabrique". C'est la première occurrence d'un privilège protégeant la propriété intellectuelle des inventions.
De plus, le livre de Jacques Besson (dont le projet initial était manuscrit rappelons-le) est le premier livre de ce type à être imprimé. Présentant des machines de divers usages en séries, il est très différents des sommes plus spécialisées de Roberto Valturio sur la guerre, de Vannoccio Biringuccio sur l'artillerie ou d'Agricola sur les mines, mais il se rapproche beaucoup des livres manuscrits réalisés et largement copiés de Francesco di Giorgio Martini ou de Taccola.
- Théâtre des instruments mathématiques et mécaniques 1578, Theatrvm instrvmentorvm et machinarum Iacobi Bessoni Delphinatis, Mathematici ingeniofifsimi[9]

En 1578, après la mort de Besson (v. 1572), fut publié, à Genève, le Théâtre des instruments mathématiques et mécaniques, une œuvre dans laquelle on note une évolution des techniques de tournage, avec l’apparition des premiers broches et des premières lunettes fixes. D'autres éditions genevoises suivront en français, latin, italien, allemand et enfin espagnol, jusqu'en 1602. En 1683, une exposition mentionnée dans un catalogue intitulé « Explication des modèles des machines et forces mouvantes que l’on expose à Paris, dans la rue de la Harpe, vis-à-vis de Saint-Cosme » présenta vingt et un modèles de machines dont onze furent exécutées d’après les planches de Jacques Besson.
L'ouvrage appartient au genre « théâtre des machines » un genre consistant à présenter des séries de gravures d'instruments et machines, souvent nouvellement inventés. Ces écrits imprimés sont utilisés par les inventeurs afin de protéger leur invention et de garantir leur droit de façon irrécusable. Ces livres de machines imprimés font leur apparition en France à la fin du XVIe siècle, au moment où se cristallise la formation de classe intermédiaire de techniciens, regroupés aujourd'hui sous le nom d'ingénieurs. Ces ingénieurs sont d'abord apparus en Italie au XVe siècle puis en Allemagne et enfin en France.
Le livre de Besson qui est considéré unanimement comme le premier vrai « théâtre de machine », marque une rupture par son passage à l'imprimé. Il y a en tout soixante figures, occupant une pleine page. Chaque gravure est accompagnée d'une légende indiquant la manière de la construire et sa fonction.
Besson présente quatre grandes séries de machines : les machines à élever l'eau, les moulins, les grues et les treuils. Il propose souvent des moyens pour démultiplier la force afin de pouvoir remplacer deux ou trois ouvriers par un seul.
Dans une édition en français de 1594 à Lyon, les interprétations des figures par François Béroald sont suivies de remarques complémentaires par Giulo Paschali.
Il ne propose aucune machines de guerre, ne met jamais en scène ses machines dans un contexte de fortification. Ces choix témoignent d'une rupture par rapport à la tradition antérieure, qui présentaient souvent aux princes des machines de guerre. Besson veut, lui, « faire quelque œuvre qui peut profiter [au] royaume [et à sa] Majesté ».
| |                                                |                                 |
| Ellipsographe: compas à dessiner des ellipses, lors de la rotation du bras les disques inclinés impriment un mouvement suivant la projection du cercle | Tour pour réduire un cylindre en un ellipsoïde | Grue pour décharger les bateaux |